# 八丈町消防本部
八丈町消防本部（はちじょうまちしょうぼうほんぶ）は、東京都八丈町の消防本部である。

## 概要
- 消防本部：東京都八丈町大賀郷2928番地2
- 管内面積：72.23km2
- 職員定数：23人
- 消防署0カ所（本部直轄の消防隊・救急隊だけがある）

## 歴史
- 1974年4月1日 - 八丈町消防本部を開設する。

## 組織
- 本部 - 庶務係、予防係、警防係